# 木森
木森（1401年—1442年），字升荣，号大林，纳西族名阿土阿地（A-t'u A-ti），丽江第十代世袭土司，官拜丽江知府。
木森是木土的长子。1433年，木森袭丽江土司之职，并于翌年正式得到任命。1438年，麓川土司反叛，木森随黔国公沐晟前去征讨。明军畏惧退缩不前，唯有木森所率的丽江兵奋勇当先，首先渡江，生擒叛将一人、斩十六人、俘战象两只。明英宗嘉其功，赐银碗、花牌、縀疋等物。1439年，又因斩敌二十人，被沐晟赐予沙桥村的一个农场。
1440年麓川被平定之后，靖远伯王骥表奏其功，又被赐予縀疋等物。同年木森遣使入贡，被封为太中大夫、资政少尹、云南布政使司参政之职，其妻阿室里受封淑人，父木土、祖父木初亦受追封。云南都御史丁撰写碑文以表彰木森的功绩。
1441年，木森随王骥再征麓川，俘敌十六人、战象一只，并攻栅寨叛军首领思任发。翌年病卒，子木嵚嗣位。

## 家族
- 父：木土
- 母：阿室甫（高氏护）

- 妻：
  - 正室：阿室里（木保巡检阿俗之女）
  - 继室：阿室能
  - 继室不详

- 子：
  - 木嵚（阿地阿习，阿室里所生）
  - 木日（阿地阿日，阿室能所生）
  - 木那（阿室里所生）
  - 木他（阿室里所生）
  - 木女（第三名妻子所生，早卒）
- 女：
  - 木氏寿（阿交，嫁兰州知州罗文凯）
  - 木氏能（嫁通安州同知高长）
  - 木氏秀（阿肖，嫁剑川州千户赵贤）